# Grünenbergvapenboken

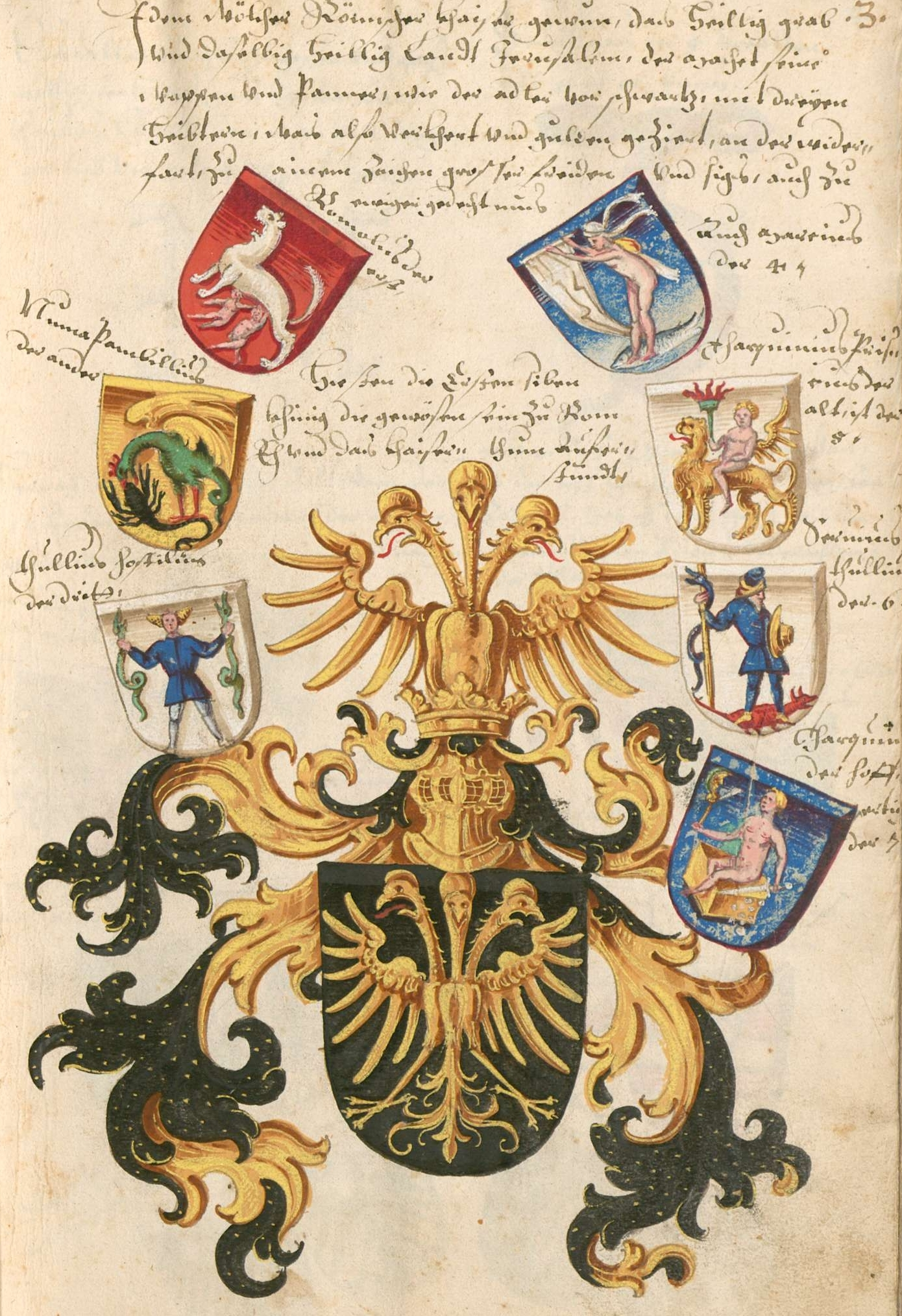
Sida ur Grünenbergvapenboken.

Grünenbergvapenboken eller Armorial Grünenberg är en tysk vapenbok från 1400-talet av Conrad Grünenberg.